# Katastrofa górnicza w kopalni Emma
Katastrofa górnicza w KWK Emma – katastrofa górnicza, do której doszło 8 grudnia 1913 w zakładzie KWK Emma w Radlinie, ówcześnie na terytorium Niemiec. W jej wyniku zginęło 17 górników, a 1 został ranny. Przyczyną katastrofy był pożar.

## Historia

### KWK Emma
Kopalnia Węgla Kamiennego Emma w Radlinie, należała do Fritza Friedlandera von Fulda, niemieckiego przemysłowca, właściciela Dominium Wodzisławskiego. W 1913 zatrudniała 3800 osób. Położona była w północnej części ówczesnej gminy Radlin, na ziemi wodzisławskiej, która należała do Cesarstwa Niemieckiego. Obecnie kopalnia Emma nosi nazwę Marcel i znajduje się w mieście Radlin, które powstało w wyniku połączenia części historycznego Radlina z Biertułtowami.

### Pożar
Do tragicznego w skutkach pożaru doszło w nocy z 7 na 8 grudnia 1913 o godzinie 2:00. Na poziomie 200 m pod szybem górniczym „Wiktor” składowano materiały łatwopalne. Obok nich znajdował się przewód elektryczny, od którego zapaliły się przedmioty składowane w pobliżu. Trujące gazy objęły chodniki kopalni, dotarły nawet na poziom 400, gdzie przebywało 18 pracowników. Górnicy pracujący pod ziemią zażądali opuszczenia windy, jednakże maszynista podejrzewał, że to żart i pracownicy chcą wcześniej skończyć pracę. Poza tym winda w tym czasie miała być używana do transportu materiałów. Górnicy zaczęli uciekać w głąb kopalni, jednakże wkrótce trujący gaz większość uciekających zabił. Dopiero po czasie, kiedy wszelkie sygnały z dołu zamilkły, rozpoczęto akcję ratunkową. W wyniku zdarzenia zginęło 16 górników na miejscu oraz 1 w szpitalu. Ponadto 1 górnik został ranny. Był to najtragiczniejszy wypadek w historii KWK Emma.
Zmarłych pochowano na cmentarzu w Radlinie (obecnie dzielnica Wodzisławia Śląskiego Radlin Drugi). W 1938 ufundowano na mogile nowy pomnik.